# Mároki-vízfolyás
A Mároki-vízfolyás Virágostól nyugatra ered, Baranya vármegyében. A patak forrásától kezdve délkeleti, majd déli irányban halad, Illocskáig, ahol beletorkollik a Karasica-patakba.
A Mároki-vízfolyás vízgazdálkodási szempontból az Alsó-Duna jobb part Vízgyűjtő-tervezési alegység működési területéhez tartozik.

## Part menti települések
- Virágos
- Magyarbóly
- Lapáncsa
- Illocska